# Diario Expreso (Perú)
Diario Expreso es un periódico peruano de circulación nacional que se edita en Lima. Fundado en 1961, se encuentra entre los diarios de mayor circulación del Perú.
El diario se ha caracterizado por su orientación política de derecha. En 1965 fue adquirido por Manuel Ulloa Elías, uno de los dirigentes de Acción Popular. En 1968 fue clausurado por el gobierno militar de Juan Velasco Alvarado, y aunque poco después fue reabierto, en 1970 acabó siendo expropiado por el mismo gobierno. Con el retorno de la democracia en 1980 volvió a manos de sus dueños. Durante el gobierno de Alberto Fujimori se destacó por su posición oficialista descubriéndose posteriormente que sus directivos habían vendido su línea editorial a dicho régimen. También se destacó por su oposición exacerbada al gobierno de Pedro Castillo.
En las décadas de 2010 y 2020, Expreso fue acusado de fomentar la desinformación mediante la difusión de información inexacta y la emisión de teorías conspirativas como la de la «mafia caviar».

## Historia
Fue fundado el 24 de octubre de 1961 por Manuel Mujica Gallo, rico propietario vinculado al negocio de la banca y seguros, que al efecto constituyó la empresa Periodística Perú S. A. En esta primera etapa, tuvo como jefes de redacción a Manuel Jesús Orbegoso, Raúl Villarán, José Antonio Encinas de Pando, entre otros.
En 1965, fue adquirido por Manuel Ulloa Elías, prominente financista y dirigente del partido Acción Popular. Para tal efecto, Ulloa fundó la Editora Nacional S. A., la misma empresa que editó el vespertino Extra. En esta nueva etapa, tuvo por jefes de redacción a Efraín Ruiz Caro y Guillermo Cortez Núñez. Entre sus colaboradores figuraron Ciro Alegría, Carlos Cueto Fernandini, Manuel Mujica Gallo y Mario Vargas Llosa. Se editaba también un suplemento dominical titulado Estampas; y como un aporte a la educación, el suplemento El escolar.
Con la ascensión de un gobierno militar en 1968, empezaron las dificultades. El 31 de octubre de ese año, Expreso y Extra fueron clausurados por orden del régimen del general Juan Velasco Alvarado. No obstante, una protesta de la Federación de Periodistas del Perú obligó al Gobierno a permitir la reapertura de los diarios.
El 2 de enero de 1970, renunció Manuel Ulloa a la presidencia del directorio de Editora Nacional S. A. debido a que un decreto ley del Gobierno impedía ejercer tal función a quienes residieran más de seis meses fuera del país. Ulloa, que había sido un importante ministro del derrocado Gobierno belaundista, optó por no volver al Perú, al considerar que se había desatado en su contra una persecución política.
El 4 de marzo de 1970, Expreso y Extra fueron prácticamente expropiados por el Gobierno militar, con la excusa de entregar su administración a sus propios empleados y trabajadores, organizados en cooperativas. Sin embargo, personas ajenas a los diarios tomaron el control de los mismos. En esta etapa de expropiación, ejercieron como directores de Expreso: Alberto Ruiz Eldredge, Leopoldo Chiappo y Juan José Vega, todos nombrados por el Gobierno. Tiempo después, Velasco explicó que había entregado los diarios a los comunistas para que le sirvieran de «mastines» (perros de presa) en su lucha contra la oligarquía.
Finalizado el Gobierno Revolucionario de las Fuerzas Armadas el 28 de julio de 1980, Expreso y Extra retornaron a sus propietarios, y Manuel Ulloa asumió nuevamente como presidente del directorio de Editora Nacional S. A. El primer director de Expreso, en esta nueva etapa, fue Guillermo Cortez Núñez (1980-1988), que fue sucedido por Manuel D'Ornellas (1988-1998). Contaba entonces con un prestigiado equipo de periodistas, entre los que destacaban Jaime de Althaus, Jorge Morelli, Uri Ben Schmuel y Patricio Ricketts.
Durante el gobierno de Alberto Fujimori (1990-2000), los directivos del diario estuvieron comprometidos en vender su línea editorial a los intereses del régimen. Según Francisco Sagasti, excepcionalmente, el diario se oponía a la creación de una nueva Carta Magna establecida por el Congreso Constituyente Democrático. Tras la caída del Fujimori, se ordenó el encarcelamiento del director del diario, Eduardo Calmell del Solar Díaz, acusado de haber recibido, junto con Vicente Silva Checa (director de Cable Canal de Noticias), más de US$3 000 000 de manos del asesor presidencial Vladimiro Montesinos.
En 2002, entró en funciones una nueva organización bajo la dirección de Luis García Miró, cuyo objetivo era recuperar el prestigio del diario. Editora Nacional dejó de ser su legítima propietaria, pasando a manos de Editora Sindesa (entre 2002 y 2008) y, desde 2015, de Editora Expreso Extra.
Para 2024, el director es Antonio Ramírez Pando.

## Secciones principales
- «Portada»
- «Política»
- «Judicial»
- «Opinión»
- «Entrevista»
- «Economía»
- «Actualidad»
- «Mundo»
- «Cultural»
- «Escenarios»
- «Deportes»

## Controversias

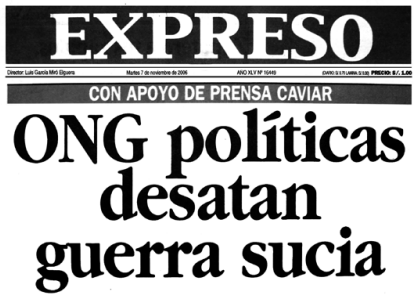
Una portada del diario Expreso, c. 2006.

En los últimos años del fujimorato, el diario adoptó una línea editorial abiertamente crítica contra la oposición política a Fujimori y sus aliados. Expreso fue miembro del Consejo de la Prensa Peruana (CPP) desde su fundación en 1997 hasta el año 2000, cuando la organización renunció a su membresía supuestamente por discrepancias políticas. El entonces director, Luis García Miró, expresó en una columna de opinión en 2020 de que la creación de la CPP era una «antítesis» y que su existencia no contribuyó en nada al periodismo en el Perú.
En 2001, el diario Expreso cambió de propietario y su línea editorial pasó a ser ultraconservadora y defensora del legado neoliberal del fujimoriato. Tanto Expreso como La Razón (no confundir con el diario del mismo nombre propiedad del APRA) atacaban a figuras cercanas a la izquierda. Ambos diarios tildaron a la Comisión de la Verdad y Reconciliación (CVR) de «caviar». En contraste, el diario La República y la revista Caretas, apoyaron la difusión de los estudios realizados por la CVR.  En 2007, Expreso recurrió al terruqueo en su portada para atacar a la CVR nuevamente, esta vez coincidiendo con el cuarto aniversario del Informe final, al referirse a uno de sus monumentos, El ojo que llora, como un símbolo del terrorismo. Ambos diarios, Expreso y La Razón, han mantenido su postura crítica, manifestando inquietud sobre potenciales perjuicios a la imagen de masculinidad de las fuerzas armadas.
Además, Expreso llegó a acusar a La República de presuntamente tener una cobertura favorable al expresidente Alejandro Toledo, argumentando que «[este y otros] medios […] venden (su editorial) [de la misma forma] como hizo [su director] Gustavo Mohme entregándole sus páginas al actual gobierno». En 2013, Expreso se vio obligado a disculparse con Toledo, tras acusarlo en un artículo lleno insultos de ser «“aliado” del gobierno de Ollanta Humala».
En 2005 el 35° Juzgado Penal de Lima prohibió a Expreso de atribuir a Diego García Sayán, exministro de Toledo y posteriormente integrante de la Corte Interamericana de Derechos Humanos, en sus informes, luego de realizarse una querella en su contra. El Instituto de Prensa y Sociedad alertó de una eventual «censura».
El diario mantuvo campañas editoriales contra otras personalidades, como Pedro Castillo y su círculo cercano. En 2021, el diario empezó a recibir columnistas y entrevistados que afirmaban que hubo un «fraude electoral», con una narrativa que se compartió incluso antes de que comenzaran las elecciones presidenciales de ese año. Se atribuyó a Juan José Santiváñez, posteriormente ministro de Dina Boluarte, como uno de sus apoderados desde el cambio de propietario en 2015.
Por otro lado, Paola Ugaz, una de las afectadas en la campaña mediática apoyada por el canal Willax por investigar el caso Sodalicio, quien apareció en al menos tres portadas, propuso en 2020 demandar al periódico por aparentemente emprender una campaña de difamación por supuesto lavado de activos. Al año siguiente, la Fiscalía identificó a Uri Ben Schmuel como presunto autor de las notas periodísticas contra Ugaz. En 2022 el Poder Judicial absolvió a Ugaz luego de que un demandante sustentó al diario Expreso para tomar acciones legales.
En el año 2023, Gustavo Gorriti acusó al diario y a Willax de realizar una campaña contra periodistas de IDL-Reporteros y otros periodistas independientes. No obstante, otras campañas terminaron en pleitos legales. En el año 2024, el director y el editor del periódico fueron sentenciados por difamar, en su portada de 2019, a la exministra de Martín Vizcarra, Fiorella Molinelli, a partir de especulaciones presentadas por Édgar Alarcón.